# Шпонхолц
Шпонхолц (њем. Sponholz) општина је у њемачкој савезној држави Мекленбург-Западна Померанија. Једно је од 53 општинска средишта округа Мекленбург-Штрелиц. Према процјени из 2010. у општини је живјело 808 становника. Посједује регионалну шифру (AGS) 13055090.

## Географски и демографски подаци
Шпонхолц се налази у савезној држави Мекленбург-Западна Померанија у округу Мекленбург-Штрелиц. Општина се налази на надморској висини од 45 метара. Површина општине износи 27,0 km². У самом мјесту је, према процјени из 2010. године, живјело 808 становника. Просјечна густина становништва износи 30 становника/km².